# Hôpital Tirebourse

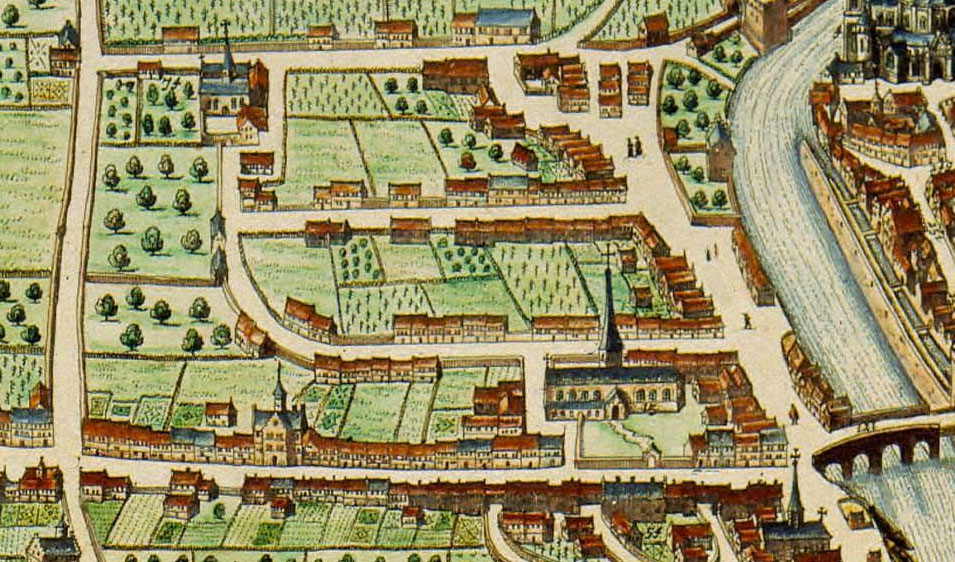
En haut à gauche, Tirebourse et la chapelle Sainte-Marie-Madeleine, à droite l'église Saint-Christophe et le Pont-d'Avroy

L'hôpital Tirebourse de Liège était un hôpital et un hospice réservé aux béguines de Liège. Tirebourse, tenu par les sœurs Sainte-Marie-Madeleine de Tirebourse, partie intégrante du plus grand béguinage de Liège, le béguinage de Saint-Christophe, avait aussi une chapelle Sainte-Marie-Madeleine, une léproserie ou maison de quarantaine dénommée Florichamps et un service aux nécessiteux, le Potage d'able.